# A Camp
A Camp est un groupe suédois de rock alternatif. Il s'agit d'un projet parallèle de Nina Persson, chanteuse du groupe suédois The Cardigans. A Camp est formé en 2001, pendant une période de break pour The Cardigans, consécutive à la sortie de leur album Gran Turismo et à la longue tournée mondiale qui l'a suivi. Il est ensuite mis entre parenthèses pendant le retour sur la scène de The Cardigans, qui sortira deux nouveaux albums en 2003 et 2005, pour de nouveau réapparaître en 2009.

## Historique
A Camp est formé en 2001, pendant une période de break pour The Cardigans, consécutive à la sortie de leur album Gran Turismo et à la longue tournée mondiale qui l'a suivi. Le premier album de A Camp, aussi intitulé A Camp, est à l'origine enregistré par Niclas Frisk de Atomic Swing, avant que Persson ne s'associe avec Mark Linkous de Sparklehorse pour le réenregistrer. De ce fait, elle contribue à plusieurs nouvelles chansons sur l'album. Persson est fan de Sparklehorse. A Camp atteint de nombreux classements internationaux,,,,,,,,. Ce premier album comprend les singles I Can Buy You et Song for the Leftovers. En 2004, Charlie Charlie (la face-B de I Can Buy You) est reprise par la chanteuse polonaise Ania et publié comme single sur son premier album Samotność po zmierzchu. Une version française de Charlie Charlie est enregistrée par Vanessa and the O's pour son premier album La Ballade d'O en 2004.
L'enregistrement d'un deuxième album de A Camp est confirmé par Persson lors d'un entretien avec le journal Dagens Nyheter en mai 2007. L'album est produit par Persson avec son époux et compositeur de film Nathan Larson et Niclas Frisk d'Atomic Swing. Il fait participer l'ancien guitariste des Smashing Pumpkins, James Iha, et le batteur de Joan as Policewoman et Guided by Voices Kevin March. Le premier single de Colonia, Stronger than Jesus, est publié sur l'iTunes suédois le 17 novembre 2008. L'album est publié dans son intégralité en Europe en février 2009, via Universal, et sera publié en avril aux États-Unis via le label Nettwerk. Cet album est certifié disque d'or en Suède.
Un EP trois titres intitulé Covers, qui reprend les chansons de Us and Them de Pink Floyd, Boys Keep Swinging de David Bowie et I've Done it Again de Grace Jones, est publié aux États-Unis le 9 juin 2009 en téléchargement payant et en Europe le 16 juin 2009.

## Discographie

### Albums studio
- 2001 : A Camp
- 2009 : Colonia

### EP
- 2009 : Covers EP

### Singles
- 2001 : I Can Buy You
- 2002 : Song for the Leftovers
- 2009 : Stronger than Jesus
- 2009 : Love Has Left the Room